# Great Western Railway (2015)

Logo

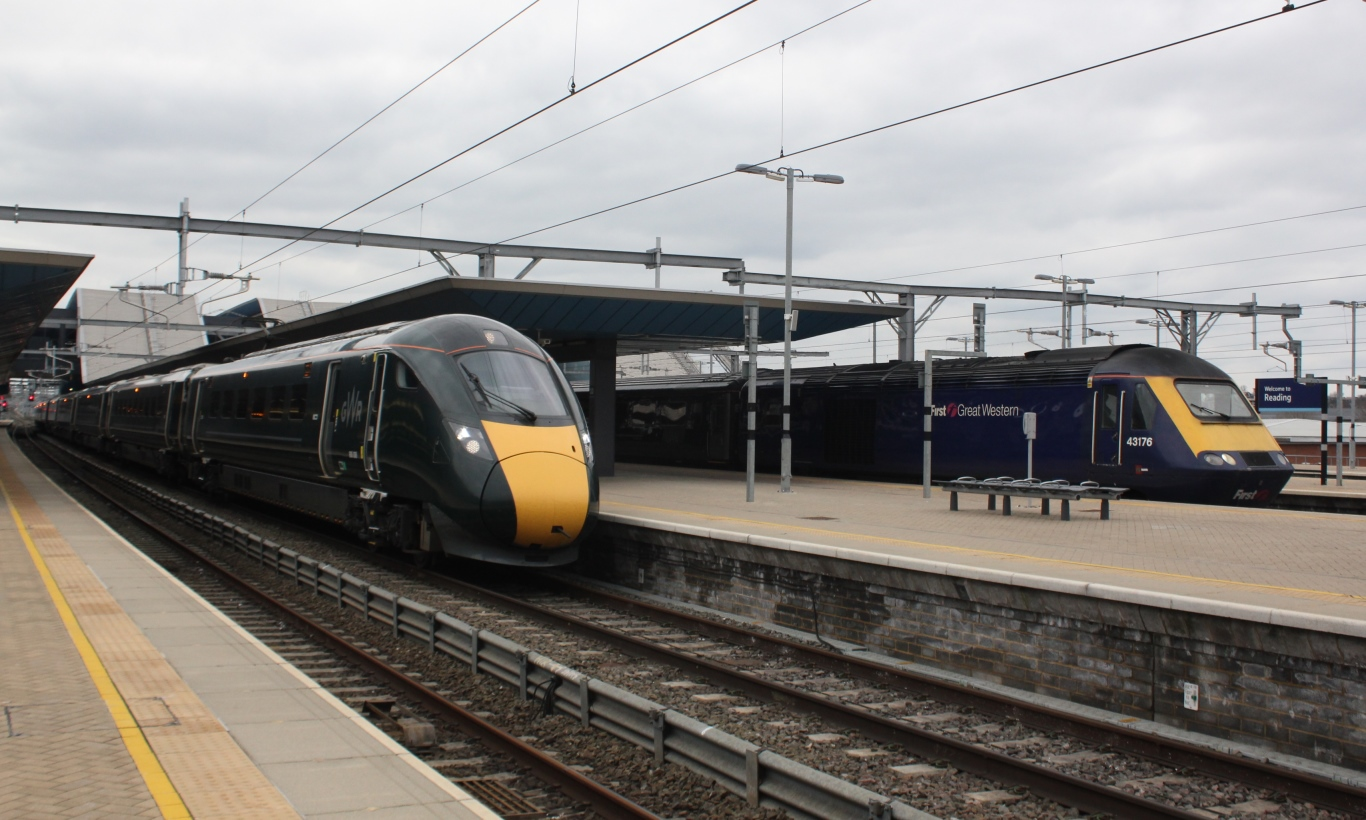
Class 800- en Class 43-treinstellen van Great Western Railway op Station Reading

Great Western Railway, de publieksnaam van Great Western Trains Co Ltd, is een Britse spoorwegonderneming, eigendom van FirstGroup. Het bedrijf exploiteert treinen in het westen van Engeland.

## Geschiedenis
Great Western Railway was sinds 4 februari 1996 houder van de 'Great Western'-concessie voor een periode van tien jaar. Het bedrijf exploiteerde langeafstandstreinen op de Great Western Main Line (Londen - Bristol - Plymouth) en op de zijtakken en uitlopers daarvan. Het bedrijf is genoemd naar de Great Western Railway, een van de vier grote spoorwegmaatschappijen van het Verenigd Koninkrijk, voordat British Rail werd opgericht.
Op 1 april 2006 zijn de 'Great Western', 'Great Western Link' en 'Wessex'-concessies samengevoegd tot de 'Greater Western'-concessie. First, de houder van de nieuwe 'Greater Western'-concessie, heeft de naam First Great Western hergebruikt voor deze nieuwe spoorwegonderneming.
Het nieuwe First Great Western kent drie verschillende treindiensten:
- First Great Western Local - treindiensten van de voormalige 'Wessex'-concessie
- First Great Western Link - treindiensten van de voormalige 'Great Western Link'-concessie
- First Great Western Express - treindiensten van de voormalige 'Great Western'-concessie

Het bedrijf veranderde zijn naam in Great Western Railway (GWR) op 20 september 2015. De nieuwe naam werd voor het eerst gebruikt bij het heruitrusten van de eersteklas-HST-wagons en op slaapwagons en locomotieven van het type Class 57/6.